# Salbertrand
Salbertrand là một đô thị ở tỉnh Torino trong vùng Piedmont, có vị trí cách khoảng 60 km về phía tây của Torino, nước Ý. Tại thời điểm ngày 31 tháng 12 năm 2004, đô thị này có dân số 522 người và diện tích là 40.9 km².
Salbertrand giáp các đô thị: Exilles, Oulx, và Pragelato.